# 12,7-cm-Schnelladekanone C/34
Die 12,7-cm-Schnelladekanone C/34 (kurz: 12,7-cm-SK C/34) war ein Schiffsgeschütz der deutschen Kriegsmarine, welches im Zweiten Weltkrieg auf Kriegsschiffen und als Küstenartillerie zum Einsatz kam. Das tatsächliche Kaliber betrug 128 mm; die Bezeichnung „12,7-cm“ erfolgte, um ein Verwechseln mit der FlaK-Munition des Kalibers 12,8 cm zu vermeiden.

## Technische Daten
(Quellen:)
Geschützrohr Spezifikationen
Das Geschützrohr, mit einem Kaliber von 12,8 cm, ist ein bemerkenswertes Beispiel für militärische Ingenieurskunst. Es wiegt 3.650 kg und erreicht eine Mündungsgeschwindigkeit von 830 m/s, wenn es eine Sprenggranate abfeuert. Die Lebensdauer des Rohres wird mit 2.400 Schüssen angegeben, was seine Langlebigkeit und Zuverlässigkeit unterstreicht.
Die Gesamtlänge des Rohres beträgt 5.760 mm, was 45 Kalibern entspricht, während die Seelenlänge bei 5.430 mm oder 42,5 Kalibern liegt. Der gezogene Teil des Rohres misst 4.536 mm. Die Drallart des Rohres ist eine kubische Parabel (kP) mit einer Steigung von 1 in 35 bis 1 in 30, und es verfügt über 40 Züge. Die Treibladung für die Gefechtsmunition beträgt etwa 4,3 kg R.P.C/32 (690x11/9). Der mittlere Gasdruck liegt bei 2.950 kg/cm², während der höchstzulässige Gasdruck 3.450 kg/cm² beträgt.
Lafetten
Das Rohr wurde auf verschiedenen Lafetten montiert, darunter die 12,7 cm MPL C/34 und die 12,7 cm 1.DrH.L C/38. Die MPL C/34 Lafette hat ein Gesamtgewicht von 10.220 kg und unterstützt ein Rohr. Sie ermöglicht eine größte Senkung von −10° und eine größte Erhöhung von 30°. Die maximale Schussweite beträgt 17.700 m, und der Ladezyklus liegt bei etwa 5 Sekunden. Die praktische Feuergeschwindigkeit beträgt 10 Schüsse pro Minute und Rohr. Die Lafette erlaubt zwei Richtachsen und hat eine manuelle Schwenkgeschwindigkeit von 2,96°/s pro Handradumdrehung sowie eine Höhenrichtgeschwindigkeit von 2,92°/s pro Handradumdrehung. Diese Lafette wurde auf Zerstörern (bis Z22) und Torpedobooten (Bremse, Luchs, Leopard) eingesetzt.
Die 12,7 cm 1.DrH.L C/38 Lafette, mit einem Gesamtgewicht von 42.200 kg, unterstützt zwei Rohre. Sie ermöglicht eine größte Senkung von −10° und eine größte Erhöhung von 60°. Die maximale Schussweite beträgt 19.500 m. Der Ladezyklus und die Feuergeschwindigkeit sind ähnlich wie bei der MPL C/34 Lafette. Die Schwenk- und Höhenrichtgeschwindigkeiten sind jedoch elektrisch und betragen 12,0°/s. Diese Lafette wurde auf den Zerstörern Z31 bis Z39 eingesetzt.
Munition
Die Waffe verschießt getrennte Munition. Das Projektil, die 12,7 cm Spgr L/4,4 KZ (mit Haube), wiegt 28,0 kg. Die Hauptkartusche, die 12,7 cm Kartuschhülse 34 Stahl, wiegt 16,0 kg.

## Einsatz

### Schiffsgeschütze
Die 12,7-cm-Schnelladekanone C/34 wurde zur Bewaffnung vieler Zerstörer verwendet, welche zwischen 1934 und 1945 gebaut wurden.
- Zerstörer
  - Zerstörer 1934 (fünf Geschütze)
  - Zerstörer 1934A (fünf Geschütze)
  - Zerstörer 1936 (fünf Geschütze)
  - Zerstörer 1936B (fünf Geschütze)
- Sonstige 
  - Artillerieschulschiff Bremse (vier Geschütze)
  - Aviso Grille (drei Geschütze)
  - Flottentorpedoboot 1940 (4 Geschütze) – nicht fertiggestellt